# Костенко, Владимир Фёдорович
Владимир Фёдорович Костенко (24 июня 1925, Кореновск, Северо-Кавказский край — 1997, Темиргоевская, Краснодарский край) — звеньевой колхоза имени Ленина Кореновского района Краснодарского края. Герой Социалистического Труда.

## Биография
Родился 24 июня 1925 года в станице Кореновская ныне городе Кореновск Краснодарского края.
В 1939 году сел за трактор, В 1941 году просился на фронт, но по возрасту призван не был. Когда в июле 1942 года пришлось эвакуировать технику в прибрежья Лабы, перегонял один из тракторов. После освобождения родной станицы от немцев, парень вновь отправился к военкому. На этот раз возражений не было, «…но только после того, как вернёте трактора назад». Поэтому он задержался и не был послан в учебку, как другие его сверстники, призванные в армию в 1943 году.
В боях при взятии «Голубой линии» он был тяжело ранен. Осколок, застрявший рядом с позвоночником, вытащить было невозможно. Врач сказал родственникам, забиравшим его из госпиталя, что парень будет прикован к постели.
Уже через три месяца он сел за трактор. Вначале были страшные боли — до потери сознания в тракторе, но со временем осколок «смирился» с тем, что для парня из Кореновской он не смертелен.
Возле дома он соорудил «ветряк» вырабатывающий электричество и освещающий не только свой дом, но и фонарь на улице. Его достижения были отмечены золотой медалью ВДНХ, а в 1963 году он стал обладателем бронзовой медали ВДНХ, к этому времени возглавляя механизированное звено в колхозе имени В. И. Ленина Кореновского района Краснодарского края.
За получение высоких урожаев награждён орденом Ленина (1964).
Указом Президиума Верховного Совета СССР от 8 апреля 1971 года за выдающиеся успехи, достигнутые в развитии сельскохозяйственного производства и выполнении пятилетнего плана продажи государству продуктов земледелия, Костенко Владимиру Фёдоровичу присвоено звание Героя Социалистического Труда с вручением ордена Ленина и золотой медали «Серп и Молот».

## Награды
- Золотая медаль «Серп и Молот» (08.04.1971);
- Орден Ленина (31.12.1965)
- Орден Ленина (08.04.1971)
- Медаль «За трудовую доблесть»
- Медаль «В ознаменование 100-летия со дня рождения Владимира Ильича Ленина» (6 апреля 1970)
- Медаль «За победу над Германией в Великой Отечественной войне 1941—1945 гг.»
- Медаль «Двадцать лет Победы в Великой Отечественной войне 1941—1945 гг.»
- и другими

## Память
- В Краснодаре установлена мемориальная доска с именами Героев Социалистического Труда Кубани и Адыгеи